# Bironella
Bironella is een muggengeslacht uit de familie van de steekmuggen (Culicidae).

## Soorten
- B. confusa Bonne-Wepster, 1951
- B. derooki Soesilo & van Slooten, 1931
- B. gracilis Theobald, 1905
- B. hollandi Taylor, 1934
- B. obscura Tenorio, 1975
- B. papuae Swellengrebel & Swellengrebel de Graaf, 1920
- B. simmondsi Tenorio, 1977
- B. travestita (Brug, 1928)